# Classe Circé (cacciamine)
La classe Circé era una classe di cacciamine della Marine nationale, composta da cinque unità entrate in servizio tra il 1972 e il 1973; fu la prima classe di cacciamine a entrare in servizio nella Marina francese.
I Circé avevano lo scafo composito, non avendo allora la possibilità di costruire un'unità in vetroresina al 100%, fatto di legno ricoperto di vetroresine.; le unità furono dotate dei PAP-104, veicoli da ricognizione standard della NATO provvisti di un cavo di 500 metri, una telecamera e una carica esplosiva da 100 kg da lasciare vicino alla mina.